# 太田吉彰
太田 吉彰（おおた よしあき、1983年6月11日 - ）は、静岡県浜北市（現：浜松市浜名区）出身のプロサッカー選手。神奈川県社会人サッカーリーグ・品川CC横浜所属。ポジションはミッドフィールダー（MF）。元日本代表。
実兄は元サッカー選手の太田圭輔。

## 来歴
静岡選抜で太田と一緒にプレーした経験がある長谷部誠らが証言しているように、元々はトップ下の選手だった。しかしジュビロ磐田ユースに加入後、トップ下では自分に将来がないと感じ、ずっと目標としてきた兄・圭輔と同じようなサイドアタッカーに転身することを決断。当時はスタミナもそこそこ、足も特に速いわけではなかったが、トレーニングで自身の肉体を変貌させ、高校3年時にはスピードを生かした突破力を武器とするプレイヤーとしてFWやサイドハーフのレギュラーを奪取した。その結果本人も予想もしていなかった2002年にトップチーム昇格を果たす。

### ジュビロ磐田
クロスの精度や守備力に難があったが、磐田の世代交代の波に乗り2003年の天皇杯でトップデビューを果たすと、2004年の初先発の試合でいきなりゴールを決めるなどして一気にレギュラー格に定着。2005年シーズンはMF陣最多得点をあげ、2006年はアジウソン体制で完全に攻撃の中心として位置付けられ、2007年からは再びFWもこなすようになるなど、当時の磐田を支えた選手の1人であった。2008年シーズンは右サイドの駒野友一の移籍加入と、4月に練習試合で前十字靭帯断裂の怪我を負ったためシーズンの大半を棒に振っている。
怪我から復帰した2009年、開幕から中盤右サイドのレギュラーを任されるが不調で、李根鎬の加入によりサイドハーフに回ったジウシーニョなどにレギュラーを奪われた。その後、海外挑戦するため、7月に磐田を退団した。

### 海外挑戦
磐田退団後は、特別なコネクションもなく無所属のまま単身でヨーロッパへ行き、フランスのル・マンFCやベルギーのKVメヘレン、ドイツの8部リーグのアマチュアクラブなどの練習に参加。しかし、契約には至らなかった。その結果、年内いっぱいは無所属となり日本に帰国後、古巣の磐田に売り込みをかけるも断られた。

### ベガルタ仙台
2010年にベガルタ仙台へ完全移籍加入。
加入初年度こそチャンスに恵まれなかったものの、2011年は途中退団したマルキーニョスに代わってFW起用される。東日本大震災後、J再開川崎戦にて、両足が激しく攣った状態でゴールを挙げ、その直後に負傷交代した。このゴールは「やべっちF.C.」にて名波浩により「魂のゴール」と評されている。2012年は本職のサイドハーフとしてプレーし、MF梁勇基の負傷により開幕から先発。梁が復帰すると今度はMF関口訓充に代わって引き続き先発。関口の復帰後も先発を明け渡すことなく、フィールドプレーヤーで唯一のリーグ戦全試合出場を果たした。2013年、2014年もリーグ戦全試合に出場。

### ジュビロ磐田復帰
2015年1月7日、約6年ぶりにジュビロ磐田へ完全移籍で復帰することが発表された。背番号は、かつて中山雅史が付けていた9番。開幕戦となった北九州戦では、ジェイのゴールをアシストした。第30節の徳島戦で移籍後初ゴールを決めた。2015年シーズンは39試合に出場し、ジュビロのJ1昇格へ貢献した。
2016年シーズンでは、第2節の浦和戦でチームシーズン初ゴールを挙げる など活躍し、リーグ戦全試合に出場した。
2019年12月24日、現役を引退すると発表した。

### 現役復帰
2024年7月4日、神奈川県社会人サッカーリーグ1部の品川CC横浜でロールモデルプレイヤーとして現役復帰する事が発表された。7月7日、リーグ戦に出場。現役復帰後初出場を果たした。

## エピソード
- お祭り好きで、地元での浜松まつりの練りに参加するのが恒例だったと言う。ただしトップチームに定着してからは、観る方に回っていることも多い。
- 高校時代は肉体強化のトレーニングの一環として自宅から学校へ行くにも、ユースの練習場に行くのも常に自転車で、「バスと競争するトレーニング」までしていた。それを重ねているうちに、バスより速く走る自転車乗りになった。
- 三白眼である。
- 太田兄弟の共通の趣味に釣りがある。2006年のリーグ戦中断中には、清水と磐田の応援番組共同で太田兄弟の釣り対決という番組が放送された。
- シーズン前には、槙野智章ら浦和レッズの選手と自主トレをしている[10]。

## 所属クラブ
- 1996年 - 1998年 ヤマハジュビロサッカースクールJrユース
- 1999年 - 2001年 ジュビロ磐田ユース
- 2002年 - 2009年7月  ジュビロ磐田
- 2010年 - 2014年  ベガルタ仙台
- 2015年 - 2019年  ジュビロ磐田
- 2024年7月 -  品川CC横浜

## 個人成績
| 国内大会個人成績 | 国内大会個人成績 | 国内大会個人成績 | 国内大会個人成績 | 国内大会個人成績 | 国内大会個人成績 | 国内大会個人成績 | 国内大会個人成績 | 国内大会個人成績 | 国内大会個人成績 | 国内大会個人成績 | 国内大会個人成績 |
| 年度             | クラブ           | 背番号           | リーグ           | リーグ戦         | リーグ戦         | リーグ杯         | リーグ杯         | オープン杯       | オープン杯       | 期間通算         | 期間通算         |
| 年度             | クラブ           | 背番号           | リーグ           | 出場             | 得点             | 出場             | 得点             | 出場             | 得点             | 出場             | 得点             |
| 日本             | 日本             | 日本             | 日本             | リーグ戦         | リーグ戦         | リーグ杯         | リーグ杯         | 天皇杯           | 天皇杯           | 期間通算         | 期間通算         |
| ---------------- | ---------------- | ---------------- | ---------------- | ---------------- | ---------------- | ---------------- | ---------------- | ---------------- | ---------------- | ---------------- | ---------------- |
| 2002             | 磐田             | 31               | J1               | 0                | 0                | 0                | 0                | 0                | 0                | 0                | 0                |
| 2003             | 磐田             | 17               | J1               | 0                | 0                | 0                | 0                | 1                | 0                | 1                | 0                |
| 2004             | 磐田             | 17               | J1               | 7                | 1                | 1                | 0                | 1                | 0                | 9                | 1                |
| 2005             | 磐田             | 17               | J1               | 30               | 7                | 2                | 0                | 2                | 0                | 34               | 7                |
| 2006             | 磐田             | 17               | J1               | 32               | 9                | 8                | 1                | 3                | 0                | 43               | 10               |
| 2007             | 磐田             | 7                | J1               | 32               | 4                | 6                | 1                | 2                | 1                | 40               | 6                |
| 2008             | 磐田             | 7                | J1               | 1                | 0                | 2                | 0                | 2                | 1                | 5                | 1                |
| 2009             | 磐田             | 7                | J1               | 13               | 0                | 5                | 0                | -                | -                | 18               | 0                |
| 2010             | 仙台             | 15               | J1               | 21               | 0                | 8                | 2                | 1                | 0                | 30               | 2                |
| 2011             | 仙台             | 15               | J1               | 30               | 4                | 4                | 0                | 3                | 1                | 37               | 5                |
| 2012             | 仙台             | 15               | J1               | 34               | 4                | 7                | 1                | 2                | 0                | 43               | 5                |
| 2013             | 仙台             | 11               | J1               | 34               | 2                | 2                | 0                | 4                | 0                | 40               | 2                |
| 2014             | 仙台             | 11               | J1               | 34               | 2                | 5                | 0                | 1                | 0                | 40               | 2                |
| 2015             | 磐田             | 9                | J2               | 39               | 4                | -                | -                | 0                | 0                | 39               | 4                |
| 2016             | 磐田             | 9                | J1               | 34               | 3                | 1                | 0                | 0                | 0                | 35               | 3                |
| 2017             | 磐田             | 9                | J1               | 8                | 0                | 3                | 0                | 3                | 0                | 14               | 0                |
| 2018             | 磐田             | 9                | J1               | 0                | 0                | 6                | 1                | 3                | 0                | 9                | 1                |
| 2019             | 磐田             | 9                | J1               | 0                | 0                | 4                | 0                | 1                | 0                | 5                | 0                |
| 通算             | 日本             | 日本             | J1               | 310              | 36               | 64               | 6                | 29               | 3                | 403              | 45               |
| 通算             | 日本             | 日本             | J2               | 39               | 4                | -                | -                | 0                | 0                | 39               | 4                |
| 総通算           | 総通算           | 総通算           | 総通算           | 349              | 40               | 64               | 6                | 29               | 3                | 442              | 49               |

| 国際大会個人成績 | 国際大会個人成績 | 国際大会個人成績 | 国際大会個人成績 | 国際大会個人成績 |
| 年度             | クラブ           | 背番号           | 出場             | 得点             |
| AFC              | AFC              | AFC              | ACL              | ACL              |
| ---------------- | ---------------- | ---------------- | ---------------- | ---------------- |
| 2004             | 磐田             | 17               | 1                | 0                |
| 2005             | 磐田             | 17               | 3                | 0                |
| 2013             | 仙台             | 11               | 6                | 0                |
| 通算             | AFC              | AFC              | 10               | 0                |

- 2003年12月14日 - プロ公式戦デビュー (天皇杯) - 佐川急便東京SC戦 (ヤマハスタジアム)
- 2004年10月17日 - リーグ戦初出場 - FC東京戦 (国立霞ヶ丘競技場陸上競技場)
- 2004年10月24日 - プロ初ゴール (Jリーグ) - アルビレックス新潟戦 (ヤマハスタジアム)

## 代表歴
- 2007年 - アジアカップ2007

## 出演

### ミュージック・ビデオ
- USAGI「君の風になって」（2015年）